# II-VI
II-VI Inc. is een Amerikaanse producent van optische componenten voor lasers. II-VI Inc. werd opgericht in 1971 in Saxonburg in Pennsylvania en is vernoemd naar de populairste infraroodmaterialen. De Romeinse cijfers II-VI verwijzen naar kolom II en VI van het periodiek systeem. Door elementen uit kolom II en kolom VI te combineren, produceert het bedrijf zinkselenide en zinksulfide. Deze kristallijne materialen worden ook II-VI-materialen genoemd.

## Geschiedenis
In 1971 begon II-VI Inc. met de productie van kristallijne materialen voor hoogvermogenlasers. Tegenwoordig bestaat II-VI uit verschillende bedrijfseenheden:
- II-VI Infrarood (optische IR-componenten, nozzles en accessoires)
- VLOC (YAG-componenten en telecommunicatiecomponenten)
- Exotic Electro-Optics (defensie- en ruimtecomponenten)
- Marlow Industries
- II-VI WBG (siliciumcarbide)
- II-VI AMDC (ontwikkeling van geavanceerde materialen)
- (HIGHYAG Lasertechnologie GmbH (fiber-delivered beam transmission systems) en
- PRM: Pacific Rare Specialty Metals & Chemicals) (bewerking van seleen en telluur).

II-VI maakt zelf kristallijne materialen zoals zinkselenide voor IR-optische componenten, siliciumcarbide voor hoogvermogenelektronica en microgolfapplicaties en bismuttelluride voor thermo-elektrische modules.

## Economisch
II-VI heeft wereldwijd dochterondernemingen en distributeurs in de Verenigde Staten, Europa, Azië, Afrika en Australië. Bij II-VI werken wereldwijd 1900 personeelsleden. Op 30 juni 2009 sloot II-VI het fiscaal jaar 2009 af met 261 miljoen dollar omzet.

## Benelux
II-VI Benelux is verantwoordelijk voor de distributie van II-VI-producten in de Benelux.